# Euphyia intersecta
Euphyia intersecta là một loài bướm đêm trong họ Geometridae.